# Мейсон Гудінг
Мейсон Гудінг (англ. Mason Gooding; нар.. 14 листопада 1996, Лос-Анджелес, Каліфорнія, США) — американський актор, найбільш відомий за своїми ролями в серіалах «Все буде добре» та « З любов'ю, Віктор». Мейсон — син американського актора Куба Гудінга.

## Життєпис
Гудінг народився 1996 року в Лос-Анджелесі в сім'ї з трьох дітей, де був старшим. Його батько — Куба Гудінг, мати — Сара Капфер . Його дід по батьківській лінії — колишній вокаліст гурту «Основний інгредієнт», а його дядьком — актор Омар Гудінг. Його прадід по батьківській лінії був родом з Барбадосу.
Мейсон навчався у Windward High School у Каліфорнії, де протягом чотирьох років грав за шкільну футбольну команду. Також цікавився театром. Після закінчення школи в 2015 році вступив до Нью-Йоркського університету на факультет кінематографічних та медіа-мистецтв. Мейсон кинув навчання на першому курсі, щоб присвятити себе акторській майстерності.

## Кар'єра
Під час навчання у коледжі Гудінг у 2017 році знайшов менеджера й агента й почав подаватися на ролі. Свою першу головну акторську роль він отримав у драмі HBO «Гравці» з Двейном Джонсоном. У 2018 році Гудінг отримав свою першу головну роль у фільмі «Booksmart» режисерки Олівії Вайлд у її режисерському дебюті. У 2019 році Гудінг отримав роль Ендрю у фільмі 2018 року, «З любов'ю, Саймон». Серіал, спочатку розроблений для Disney+, але прем'єра відбулася на Hulu у 2020 році. Актор також з'явився в різдвяній романтичній комедії Netflix Нехай сніжить пізніше того ж року. In 2020, he began appearing in Freeform's sitcom, Everything's Gonna Be Okay. У 2020 році почав з'являтися в ситкомі Freeform «Все буде добре». У вересні 2020 року Гудінг отримав роль Чеда Мікс-Мартіна у п'ятому фільмі «Крик», який зняли Метт Беттінеллі-Олпін і Тайлер Гіллетт Фільм вийшов на екрани 14 січня 2022 року.
Наприкінці серпня Гудінг знявся разом із Kesha та Хлоєю Бейлі в сценарному подкасті Electric Easy, науково-фантастичному музичному неонуарному шоу, дія якого відбувається у футуристичному Лос-Анджелесі, де люди намагаються співіснувати з роботами, відомими як «електрики». Шоу створив Ваня Ашер, а виконавчим продюсером стала Kesha. Прем'єра подкасту відбулася 30 серпня 2021 року.

## Фільмографія

### У фільмах
| Рік  | Українська назва          | Оригінальна назва | Роль            |
| ---- | ------------------------- | ----------------- | --------------- |
| 2019 | Книжний магазин           | Booksmart         | Нік Хауленд     |
| 2019 | Нехай іде сніг            | Let It Snow       | Джеб            |
| 2022 | Крик                      | Scream            | Чад Мікс-Мартін |
| 2022 | Я хочу, щоб ти повернувся | I Want You Back   | Підлога         |
| 2022 | Місячний постріл          | Moonshot          | Келвін Ріггс    |
| 2022 | Над безоднею              | Fall              | Ден             |
| 2023 | Крик 6                    | Scream VI         | Чед Микс-Мартін |
| 2026 | Крик 7                    | Scream 7          | Чед Микс-Мартін |

### У серіалах
| Рік       | Російська назва             | Оригінальна назва          | Роль          | Примітка                   |
| --------- | --------------------------- | -------------------------- | ------------- | -------------------------- |
| 2017      | Спрінг-стріт                | Spring Street              | Бармен        | Епізодична роль            |
| 2018      | Гравці                      | Ballers                    | Паркер Джонс  | Епізодична роль, 3 епізоди |
| 2018      | Добрий лікар                | The Good Doctor            | Біллі Кайман  | Епізод «Емпатія»           |
| 2020      | Все буде добре              | Everything's Gonna Be Okay | Люк           | 4 епізоди                  |
| 2020      | Зоряний шлях: Пікар         | Star Trek: Picard          | Габріель Хван | Епізод «Starduct City Rag» |
| 2020–2022 | З любов'ю, Віктор           | Love, Victor               | Ендрю Спенсер | Головна роль, 21 епізод    |
| 2022      | Як я зустріла вашого батька | How I Met Your Father      | Еш            | Епізод «Гарна мама»        |